# Clara Luz Flores
Clara Luz Flores Carrales (Monclova, Coahuila; 27 de enero de 1974) es una política y abogada mexicana, miembro del partido Morena y fue ligada a la secta NXIVM, ha sido diputada local del Congreso del estado de Nuevo León de 2006 al 2009, y presidente municipal de General Escobedo en tres periodos: de 2009 a 2012, de 2015 a 2018 y de 2018 a 2020. Fue candidata de Morena por la coalición Juntos Hacemos Historia a la gubernatura de Nuevo León para las elecciones estatales de 2021.

## Biografía
Flores Carrales nació en Monclova, Coahuila, hija de Jorge Julio Flores y Clara Luz Carrales Perales, se mudaron a Nuevo León cuando cumplió los 15 años de edad. Se afilió al Partido Revolucionario Institucional en 1998 a los 24 años y renunciando a este el 10 de febrero de 2020. Está casada con el político Abel Guerra Garza y tienen dos hijos: Alejandro Guerra Flores y Clara Guerra Flores. Su esposo Abel Guerra Garza ha sido en dos ocasiones presidente del municipio de General Escobedo, la primera de 1991 a 1994 y la segunda de 1997 a 2000. El 22 de junio de 2020 dio positivo a la enfermedad causada por el coronavirus SARS-CoV-2 (COVID-19). El 9 de julio se recuperó de dicha enfermedad.

### Estudios y Formación
Estudio una licenciatura en Ciencias Jurídicas por la Universidad Regiomontana y, posteriormente un doctorado en derecho administrativo por la Universidad de Zaragoza en España.

## Carrera política

### Trayectoria
- (1996-1997): Auxiliar en las Notarías Públicas N.º 62 y 129 de Nuevo León.
- (1997-1998): Asistente del Director Jurídico del municipio de General Escobedo.
- (2000-2003): Directora Jurídica del municipio de General Escobedo.
- (2003-2006): Secretaria del Ayuntamiento de General Escobedo.
- (2006-2009): Diputada local en el H. Congreso del Estado de Nuevo León por el XVII distrito en la LXXI legislatura.
- (2009-2012, 2015-2020): Presidenta municipal de General Escobedo.

- (2021) Candidata de Morena a la gubernatura de Nuevo León.

### Diputada local (2006-2009)
Fue elegida como diputada local para el Honorable Congreso del Estado de Nuevo León por el distrito XVII con cabecera en el municipio de General Escobedo en las elecciones estatales de Nuevo León de 2006 postulada por el Partido Revolucionario Institucional en la LXXI legislatura.

### Alcaldesa de General Escobedo (2009-2012) (2015-2020)
Ha sido presidenta municipal de General Escobedo en tres ocasiones, la primera vez fue elegida en las elecciones estatales de Nuevo León de 2009 con 55,075 votos significando el 60.6% de la votación. La segunda vez fue elegida en las elecciones estatales de Nuevo León de 2015 con 53,962 votos significando el 41.81% de la votación. La tercera vez se reeligió para ostentar el cargo para un tercer mandato y su segundo consecutivo  en las elecciones estatales de Nuevo León de 2018.

### Renuncia al PRI (2020)
En febrero de 2020, tras 22 años de militancia en el PRI, Clara Luz Flores, renunció oficialmente al tricolor  tras considerar que era mejor negocio pasarse a morena aunque sus pocas convicciones como funcionaria pública no son compatibles con el nuevo partido. “En los últimos 22 años, desde diferentes responsabilidades, he tenido el honor y el privilegio de buscar transformar realidades en la comunidad, siempre conciliando mis convicciones con las del Partido Revolucionario Institucional (...) Hoy mi convicción de servidora pública no es compatible con la evolución que ha tenido el PRI. Por lo que comunico a usted mi decisión de renunciar a este organismo político”, dice la misiva dirigida a la presidencia estatal del partido.
Flores Carrales reconoció tener interés en ser gobernadora. Aseguró que para ella sería un honor buscar este cargo, aunque hasta ese momento no existía una propuesta oficial de parte de ningún partido político.

### Candidata de Morena a la gubernatura de Nuevo León (2021)
Tras permanecer como presidenta municipal sin partido, en noviembre de 2020 Clara Luz confirmó su aspiración   para la gubernatura de Nuevo León en las elecciones estatales de Nuevo León de 2021 y participar en la encuesta interna del Movimiento Regeneración Nacional. El 13 de diciembre de 2020 se anunció que Flores Carrales sería la candidata oficial a gobernadora, esto causó controversia y conflictos internos entre los militantes de morena por su trayectoria previa en el Partido Revolucionario Institucional (PRI), y acusaron de imposición al presidente nacional del partido Mario Delgado Carrillo.
Finalmente Flores Carrales obtuvo el cuarto lugar con el 14.02% del sufragio electoral para las elecciones que se celebraron el 6 de junio de 2021, detrás de Fernando Larrazábal, del Partido Acción Nacional que obtuvo el 18.33%, de Adrián de la Garza del Partido Revolucionario Institucional con el 27.90% y de Samuel García Sepúlveda de Movimiento Ciudadano que obtuvo el 36.71%.

## Polémicas

### Denuncia contra parodia suya
El 9 de marzo de 2021 el comediante Marco Polo anunció que Clara Luz Flores había levantado una denuncia en su contra por violencia política de género ante la Fiscalía Especializada en Delitos Electorales (FEDE) tras haber hecho un video que subió a sus redes sociales parodiando a la candidata y a su esposo Abel Guerra Garza. Horas después hizo una conferencia de prensa donde este le pedía disculpas a la candidata. Esto causó polémica en redes sociales acusando a Clara Luz de censura y estar en contra de la libertad de expresión.

### Pertenencia a la secta NXIVM
En los medios de comunicación se mencionó que Clara Luz habría participado en los rituales de la secta donde se marcaban a las mujeres como si fueran ganado y en entrevista en Milenio Noticias con Julio Hernández López el 10 de marzo de 2021 donde negó saber que era NXIVM pero aceptó haber tomado un curso. El 24 de marzo de 2021 el candidato de la coalición Va Fuerte Por Nuevo León Adrián de la Garza difundió un video donde la candidata sale en una entrevista con el exlíder de la falsa organización de marketing multinivel y secta NXIVM, Keith Raniere, confirmando que fue miembro de dicha secta.
En la noche del 24 de marzo a través de un video en redes sociales. Clara Luz explicó que el encuentro sucedió antes de enterarse de las mentiras y engaños con las que operó el grupo NXIVM. Y acusó de corrupción a su contrincante en Nuevo León, Adrián de la Garza. “No tengo nada que ocultar, mi error fue participar en un curso de superación personal. Con pena acepto mi falta”, señaló Flores Carrales, además afirmó que ella no cometió ningún delito a diferencia de su contrincante y sus protegidos, el exgobernador Rodrigo Medina, su familia y sus amigos, que se enriquecieron en el gobierno. “Yo no le robé nada a nadie… Adrián, las cosas como son. Delitos son los que cometieron tú y tus protegidos”.